# Brittiska ostindiska kompaniets generalguvernörer i Indien
Brittiska ostindiska kompaniets generalguvernörer i Indien – landets högst uppsatta koloniale ämbetsmän – var under slutet av 1700-talet och första hälften av 1800-talet bland världens mäktigaste män. Kompaniet var inte bara ett företag, det utövade också politisk kontroll över så mycket som en femtedel av jordens befolkning.
Generalguvernörens residensstad var Calcutta, en stad som Brittiska ostindiska kompaniet självt grundat 1690.

## Lista över generalguvernörer
Generalguvernören anges med den titulatur som vanligen används i brittiska och indiska samtida urkunder
1. 20 okt 1774–1 feb 1785  Warren Hastings
2. 1 feb 1785–12 sep 1786  John Macpherson (tillförordnad)
3. 12 Sep 1786–28 okt 1793  Charles Mann Cornwallis, Earl of Cornwallis
4. 28 okt 1793–mar 1798  Sir John Shore
5. mars 1798–18 maj 1798  Sir Alured Clarke (tillförordnad)
6. 18 maj 1798–30 jul 1805  Richard Colley Wellesley, Baron Wellesley
7. 30 jul 1805–5 okt 1805  Charles Mann Cornwallis, Marquess Cornwallis
8. 10 okt 1805–31 jul 1807  Sir George Hilaro Barlow (tillförordnad)
9. 31 jul 1807–4 okt 1813  Gilbert Elliot, 1:e earl av Minto
10. 4 okt 1813–9 jan 1823  Francis Rawdon-Hastings, Earl of Moira
11. 9 jan 1823–1 aug 1823  John Adam (tillförordnad)
12. 1 aug 1823–13 mar 1828  William Pitt Amherst, Baron Amherst
13. 13 mar 1828–4 jul 1828  William Butterworth Bayley (tillförordnad)
14. 4 jul 1828–20 mar 1835  Lord William Bentinck
15. 20 mar 1835–4 mar 1836  Sir Charles Theophilus Metcalfe (tillförordnad)
16. 4 mar 1836–28 feb 1842  George Eden, Baron Auckland
17. 28 feb 1842–jun 1844  Edward Law, 1:e earl av Ellenborough
18. juni 1844–23 jul 1844  William Wilberforce Bird (tillförordnad)
19. 23 jul 1844–12 jan 1848  Henry Hardinge
20. 12 jan 1848–28 feb 1856  James Andrew Broun Ramsay, Earl of Dalhousie
21. 28 feb 1856–1 nov 1858  Charles John Canning, Viscount Canning

- Anmärkning 1: Viscount Canning blev den förste vicekungen 1858. Vid denna tidpunkt övergick den politiska kontrollen (som följd av sepoysupproret m.m. från Ostindiska Kompaniet till den brittiska regeringen.
- Anmärkning 2: George Canning utnämndes 1822 till generalguvernör, men utnämningen återkallades samma år.